# HD24063
HD24063 — хімічно пекулярна зоря спектрального класу A1, що має видиму зоряну величину в смузі V приблизно  7,5.
Вона  розташована на відстані близько 380,6 світлових років від Сонця.